# عملیات نهایی
عملیات نهایی (به انگلیسی: Operation Finale) فیلمی است در ژانر درام تاریخی به کارگردانی کریس وایتز محصول ۲۰۱۸ آمریکا. فیلم‌نامهٔ عملیات نهایی را متیو ارتن نوشته و اسکار آیزاک، بن کینگزلی، ملانی لوران و نیک کرول در آن به ایفای نقش پرداخته‌اند. داستان فیلم مربوط به دستگیری آدولف آیشمن توسط مأموران اطلاعاتی اسرائیلی در سال ۱۹۶۰ در آرژانتین است.